# Grammoechus atomarius
Grammoechus atomarius är en skalbaggsart som först beskrevs av Francis Polkinghorne Pascoe 1866.  Grammoechus atomarius ingår i släktet Grammoechus och familjen långhorningar. Inga underarter finns listade i Catalogue of Life.